# Іван Семенович
Іван (Семенович?) (пом. після 1370) — князь Новосільський. За традиційною версією, заснованою на родоводі XVI століття — старший син князя Семена Михайловича Глухівського. За з дослідженнями, син Семена Михайловича чи Олександровича Новосільського. Зять князя литовського Ольгерда.

## Життєпис
Про князя Івана Новосільського відомо дуже мало. По-батькові князя Іванна Новосільського з джерел невідомо. Р. В. Зотов вважав, що міг бути сином Семена чи Сергія Олександровичів Новосільських, згаданих у Любецькому синодику. На думку М. К. Любавського та С. М. Кучинського князь Іванн був сином князя Семена Новосільського, тобто припадав рідним братом князю Роману Семеновичу. Тієї ж точки зору дотримується А. В. Шеків. Так само відомо, що Іван Новосільський був зятем князя литовського Ольгерда та його союзником у протистоянні з Московським князівством.

## З послання великого князя литовського Ольгерда константинопольському патріарху Філофею Коккіну
«Напали на зятя мого новосільського князя Івана та на його князівство, схопили його матір і відібрали мою дочку, не склавши клятви, яку мали до них». Оскільки мати князя Іванна була схоплена і полонена, можна думати, що вона не була матір'ю князя Романа Семеновича.

## Литовсько-московська війна (1368—1372)
На початку цього протистояння старший новосільський стіл займав зять Ольгерда — князь Іван Новосільський. Однак у 1370 р. у відповідь на військові дії Ольгерда та його союзників московський князь «посилав воювати Брянська». Ймовірно, в ході саме цього походу московські війська зайняли Калугу, Мценськ і відібрали княжіння у новосільського князя Іванна. Старший новосільський стіл зайняв князь Роман Семенович.

## Родина
Дружина — дочка князя литовського Ольгерда, діти — невідомі.
1. 1 2 3  Kniaziowie litewsko-ruscy od końca czternastego wieku / за ред. J. Wolff — Warszawa: 1895. — С. 278.